# 第56回日劇學院賞
←第55回 - 第56回 - 第57回→
第56回日劇學院賞，針對2008年1月到3月在日本播出的連續劇做出投票與評比。

## 最優秀作品賞
1. SP 警視廳警備部警護課第四係
2. 沒有玫瑰的花店
3. 明天的喜多善男

- 讀者票：1. 1磅的福音；2. 沒有玫瑰的花店；3. SP
- 記者票：1. SP；2. 沒有玫瑰的花店；3. 鹿男異想世界
- 評審票：1. 沒有玫瑰的花店；2. SP；3. 明天的喜多善男

## 主演男優賞
1. 岡田准一（SP 警視廳警備部警護課第四係）
2. 香取慎吾（沒有玫瑰的花店）
3. 小日向文世（明天的喜多善男）

- 讀者票：1.龜梨和也（1磅的福音）；2.岡田准一（SP）；3.香取慎吾（沒有玫瑰的花店）
- 記者票：1.岡田准一（SP）；2.小日向文世（明天的喜多善男）；3.香取慎吾（沒有玫瑰的花店）
- 評審票：1.岡田准一（SP）；2.香取慎吾（沒有玫瑰的花店）；3.小日向文世（明天的喜多善男）

## 主演女優賞
1. 香里奈（最喜歡你!!）
2. 觀月亞里沙（齊藤太太）
3. 深田恭子（未來講師）

- 讀者票：1.香里奈（最喜歡你）；2.觀月亞里沙（齊藤太太）；3.貫地谷栞（喜代美）
- 記者票：1.深田恭子（未來講師）；2.香里奈（最喜歡你） 2；3.觀月亞里沙（齊藤太太）
- 評審票：1.香里奈（最喜歡你）；2.貫地谷栞（喜代美） 2；3.觀月亞里沙（齊藤太太）

## 助演男優賞
1. 松田龍平（明天的喜多善男）
2. 堤真一（SP 警視廳警備部警護課第四係）
3. 生田斗真（蜂蜜與四葉草）

- 讀者票：1.生田斗真（蜂蜜與四葉草）；2.岡田義徳（1磅的福音）；3.堤真一（SP）
- 記者票：1.松田龍平（明天的喜多善男）；2.堤真一（SP） 2；3.勝地涼（未來講師）
- 評審票：1.古田新太（佐佐木之戰）；2.松田龍平（明天的喜多善男） 2；3.堤真一（SP）

## 助演女優賞
1. 竹内結子（沒有玫瑰的花店）
2. 真木陽子（SP 警視廳警備部警護課第四係）
3. Mimura（齊藤太太）

- 讀者票：1.黑木梅沙（1磅的福音）；2.竹内結子（沒有玫瑰的花店）；3.綾瀨遙（鹿男異想世界）
- 記者票：1.竹内結子（沒有玫瑰的花店）；2.真木陽子（SP）；3.Mimura（齊藤太太）
- 評審票：1.真木陽子（SP）；2.竹内結子（沒有玫瑰的花店）；3.Mimura（齊藤太太）

## 監督賞
1. 本廣克行、波多野貴文、藤本周（SP 警視廳警備部警護課第四係）
2. 鈴木雅之、村上正典、土方政人、河野圭太、村谷嘉則（鹿男異想世界）
3. 中江功、西坂瑞城、葉山浩樹（沒有玫瑰的花店）

## 腳本賞
1. 野島伸司（沒有玫瑰的花店）
2. 飯田讓治（明天的喜多善男）

## 其他獎項
- 主題曲賞：山下達郎「一直在一起吧」（沒有玫瑰的花店）
- 特別賞（新人賞）：八木優希（沒有玫瑰的花店）